# BOØWY COMPLETE
『BOØWY COMPLETE』（ボウイ・コンプリート）は、日本のロックバンドであるBOØWYのアルバム集ボックス・セット。
1991年12月24日に『BOØWY COMPLETE LIMITED EDITION』として東芝EMIのイーストワールドレーベルより限定10万セットでリリースされた。

## 解説
解散までにリリースされた全てのアルバムとシングル曲・カップリング曲、そして未発表曲であった「たった一度のLOVE SONG」が収録されている完全版BOXセットである。全10枚組。
1991年12月24日に10万セット限定で発売された初版は、黒い外箱に金色で文字が刻まれる装丁になっている。その後、再発売を望む多数の声に応え1993年3月3日に15万セット限定で再リリースされた『BOØWY COMPLETE REQUIRED EDITION』の装丁は白いボックスに黒で文字が刻まれている。この、通称「黒箱」と「白箱」には、外箱の違い以外に、添付されたブックレットの内容にも若干の違いがあった。なお、黒箱と白箱の『“SINGLES”』に収録されている「Marionette」がシングルバージョンではなくアルバムバージョンで収録されているため、厳密には完全版と言えない。
さらにその後、2002年3月29日には『MORAL』を除く9枚が東芝EMIによるHDCD 20bit デジタル・リマスタリング音源で、『MORAL』は、VICTORのデジタル・リマスター音源で収録した『BOØWY COMPLETE 21st CENTURY 20th ANNIVERSARY EDITION』がリリースされた。音質が改善されただけでなく、『“SINGLES”』に収録されている「Marionette」がシングルバージョンで収録されたため、まさしく完全版と言える内容になった。
正規音源のコンプリートはこのボックスで可能になったが、アルバムカバーやインナースリーヴはブックレットに載っていない（フロントカバーのみ小さく単色刷り）。LPではカスタムレーベル仕様だった『“GIGS” JUST A HERO TOUR 1986』から『“LAST GIGS”』までの4枚についてはオリジナルCDでも東芝EMI共通のものが使われて、カラー刷り歌詞カードもモノクロになっている等、オリジナルアルバムのアートワークは再現されていなかった。このセットでもレーベルはオリジナルLPを再現していない。
ボックス内のライブ盤である『“GIGS” JUST A HERO TOUR 1986』、『“LAST GIGS”』の2枚は、後にリニューアルした『“GIGS” JUST A HERO TOUR 1986 NAKED』、『“LAST GIGS” COMPLETE』として発売されている。なお、Disc8の『“LAST GIGS”』、Disc10の『“SPECIALS”』以外の各アルバムも2012年12月24日に「BOØWY 30th ANNIVERSARY」の一環として、『MORAL』がSHM-CDで、それ以外はブルースペックCDの高音質規格CDで再発売されている（『“LAST GIGS”』は『“LAST GIGS” COMPLETE』がブルースペックCD化されている）。

## リリース履歴
| No. | 日付           | レーベル                  | 規格                         | 規格品番      | 最高順位 | 備考 |
| --- | -------------- | ------------------------- | ---------------------------- | ------------- | -------- | --- |
| 1   | 1991年12月24日 | 東芝EMI／イーストワールド | CDボックス・セット           | TOCT-6390〜9  | 2位      | 10万セット限定 黒箱に金色文字の装丁                                                                             |
| 2   | 1993年3月3日   | 東芝EMI／イーストワールド | CDボックス・セット           | TOCT-6390〜9  | 3位      | 15万セット限定 白箱に黒色文字の装丁                                                                             |
| 3   | 2002年3月29日  | 東芝EMI／イーストワールド | リマスターCDボックス・セット | TOCT-24790〜9 | 14位     | 20ビット・デジタル・リマスタリング盤 黒箱に銀色文字の装丁 『“SINGLES”』収録の「Marionette」がシングルバージョン |

## 収録アルバム

### DISC I：MORAL
1982年3月21日リリース。詳細はMORALの項を参照。

### DISC II：INSTANT LOVE
1983年9月25日リリース。詳細はINSTANT LOVEの項を参照。

### DISC III：BOØWY
1985年6月21日リリース。詳細はBOØWYの項を参照。

### DISC IV：JUST A HERO
1986年3月1日リリース。詳細はJUST A HEROの項を参照。

### DISC V：“GIGS” JUST A HERO TOUR 1986
1986年7月31日リリース。詳細は“GIGS” JUST A HERO TOUR 1986の項を参照。

### DISC VI：BEAT EMOTION
1986年11月8日リリース。詳細はBEAT EMOTIONの項を参照。

### DISC VII：PSYCHOPATH
1987年9月5日リリース。詳細はPSYCHOPATHの項を参照。

### DISC VIII：“LAST GIGS”
1988年5月3日リリース。詳細は“LAST GIGS”の項を参照。

### DISC IX：“SINGLES”
1988年12月24日リリース。詳細は“SINGLES”の項を参照。

### DISC X：“SPECIALS”
本ボックス・セットのみに収録された特別なアルバム。既発のアルバムには未収録であった未発表曲や、シングルのB面曲などを収録している。

#### 収録曲
| 全編曲: 布袋寅泰。 |                                       |                    |                    |       |
| #                  | タイトル                              | 作詞               | 作曲               | 時間  |
| 1.                 | 「OUT!!」                             | 氷室狂介           | 氷室狂介           | 2:09  |
| 2.                 | 「DAKARA」                            | 氷室狂介           | 氷室狂介           | 3:52  |
| 3.                 | 「LET'S THINK」                       | 氷室狂介           | 布袋寅泰           | 4:52  |
| 4.                 | 「OUR LANGUAGE」                      | 氷室京介、布袋寅泰 | 氷室京介、布袋寅泰 | 4:20  |
| 5.                 | 「BEGINNING FROM ENDLESS」            |                    | 布袋寅泰           | 3:15  |
| 6.                 | 「GIVE IT TO ME（Live Version）」     | 氷室京介           | 氷室京介           | 4:10  |
| 7.                 | 「B・BLUE（Live Version）」           | 氷室京介           | 布袋寅泰           | 3:55  |
| 8.                 | 「BABY ACTION（Live Version）」       | 氷室京介           | 布袋寅泰           | 3:15  |
| 9.                 | 「THE WILD ONE」(BOØWY & SUZI QUATRO) | N.CHINN-M.CHAPMAN  | N.CHINN-M.CHAPMAN  | 3:28  |
| 10.                | 「たったひとつのLOVE SONG」           | 氷室狂介           | 氷室狂介           | 4:37  |
| 合計時間:          | 合計時間:                             | 合計時間:          | 合計時間:          | 37:53 |

##### 曲解説
1. OUT!!
原題は「レイズ・アウト（RAY'S OUT）」。ビーイングに所属していた頃の関係者について歌った曲。1stアルバムのためにレコーディングされたが、結局解散までお蔵入りとなった。8thシングル「DAKARA」、アルバム『MORAL+3』に収録されている。
2. DAKARA
8thシングル。アルバム『MORAL+3』にも収録されている。原題は「SINGER」。「OUT!!」と同様に初期にレコーディングされたものの解散時まで未発表だった曲。本楽曲では深沢がサックスを演奏している。のちに『MORAL+3』にも収録された。1984年頃にはメロディーや歌詞、アレンジが大幅に異なる「DAKARA PART II（通称）」という曲がライブで演奏されたこともあった。
3. LET'S THINK
8thシングル「DAKARA」のB面曲。アルバム『MORAL+3』にも収録されている。「OUT!!」、「DAKARA」と同様、解散後まで未発表だった曲。松井常松のスラップが聞ける数少ない曲。1987年の「“GIGS” CASE OF BOØWY」で演奏されていて、その時の模様は『“GIGS” CASE OF BOØWY COMPLETE』に収録されている。
4. OUR LANGUAGE
2ndシングル「BAD FEELING」のB面曲。氷室と布袋の共作で、一晩で仕上げられたといわれる。12インチシングルとは違い、シングルCD同様のフルバージョン。
5. BEGINNING FROM ENDLESS
3rdシングル「わがままジュリエット」のB面曲。1stアルバム『MORAL』に収録の「ENDLESS」のメロディーを基に、新たに「BEGINNING」を加えて出来たインストゥルメンタル曲。1984年〜85年頃のライブでのオープニングSEとして使用されていた。
6. GIVE IT TO ME (Live Version)
3rdシングル「わがままジュリエット」のB面曲。1stアルバム『MORAL』収録曲であるが、初期からライブではリズム隊を中心にアルバムテイクとはアレンジを変えて演奏されていた曲であった。このライブテイクは、1985年の「BOØWY'S BE AMBICIOUS」ツアーで演奏されたものであり、イントロのリフやBメロのフレーズの追加など大きくリアレンジが施されている。因みに、曲の終了後に流れるギターは「MY HONEY」のイントロである。
7. B・BLUE (Live Version)
5thシングル「ONLY YOU」のB面曲。「ROCK'N'ROLL CIRCUS」ツアー1987年2月24日武道館での演奏を録音したものである。『GIGS at BUDOKAN BEAT EMOTION ROCK'N ROLL CIRCUS TOUR 1986.11.11〜1987.02.24』に収録されている同テイクとは異なり、こちらはリミックスバージョンである。
8. BABY ACTION (Live Version)
5thシングル「ONLY YOU」のB面曲。「ROCK'N'ROLL CIRCUS」ツアー1987年2月24日武道館での演奏を録音したものである。『GIGS at BUDOKAN BEAT EMOTION ROCK'N ROLL CIRCUS TOUR 1986.11.11〜1987.02.24』に収録されている同テイクとは異なり、こちらはリミックスバージョンである。
9. THE WILD ONE (BOØWY & SUZI QUATRO)
6thシングル「Marionette -マリオネット-」のB面曲。スージー・クアトロの曲のカバーとなっており、BOØWYでは唯一の公式音源のカバー作品である。クアトロ自身もボーカルで参加しているが、レコーディングは別々に行われた。
10. たった一度のLOVE SONG
ライブハウス時代にライブで演奏されていた曲の一つ。こちらも深沢によるサックス演奏が収録されている。6人編成時代に録音され結局お蔵入りしていたが、『BOØWY COMPLETE』に初収録された。本楽曲のみビーイングが原盤権を単独で保有している為、ベストアルバム『THIS BOØWY DRASTIC』には"Licenced by Being,INC."とクレジットされてある。[1]